# カイル・フィリップス
カイル・フィリップス（Kyle Ray Phillips, 1984年4月3日 - ）は、アメリカ合衆国カリフォルニア州サンディエゴ出身のプロ野球選手（捕手）。
兄は元メジャーリーガーのジェイソン・フィリップス。

## 経歴
2002年のMLBドラフトでミネソタ・ツインズから10巡目（全体302位）で指名を受け入団。
2006年にミルウォーキー・ブルワーズ傘下に移籍。2007年3月24日にブルワーズを解雇されたが、3月30日にトロント・ブルージェイズ傘下と契約。
2009年は3Aラスベガス・フィフティワンズで打率.300をマークし、ロースター拡大後にメジャー初昇格を果たす。9月14日のデトロイト・タイガース戦でメジャーデビューし、7回にジャスティン・バーランダー投手からメジャー初安打を放った。結局この年は5試合の出場に終わったが、J・P・リッチアーディGM（当時）は、「フィリップスはメジャーで通用する力がある」と語り、2010年はバックアップ捕手として定着することを期待していた。
2010年シーズン途中に、サンディエゴ・パドレスに移籍。2011年、2年ぶりにメジャーへ昇格した。

## 選手としての特徴
マイナーリーグでは、捕手の他に三塁手、一塁手での出場がある。

## 詳細情報

### 年度別打撃成績
| 年 度     | 球 団     | 試 合 | 打 席 | 打 数 | 得 点 | 安 打 | 二 塁 打 | 三 塁 打 | 本 塁 打 | 塁 打 | 打 点 | 盗 塁 | 盗 塁 死 | 犠 打 | 犠 飛 | 四 球 | 敬 遠 | 死 球 | 三 振 | 併 殺 打 | 打 率 | 出 塁 率 | 長 打 率 | O P S |
| --------- | --------- | ----- | ----- | ----- | ----- | ----- | -------- | -------- | -------- | ----- | ----- | ----- | -------- | ----- | ----- | ----- | ----- | ----- | ----- | -------- | ----- | -------- | -------- | ----- |
| 2009      | TOR       | 5     | 18    | 18    | 1     | 5     | 3        | 0        | 0        | 8     | 2     | 0     | 0        | 0     | 0     | 0     | 0     | 0     | 4     | 1        | .278  | .278     | .444     | .722  |
| 2011      | SD        | 36    | 85    | 76    | 9     | 13    | 3        | 0        | 2        | 22    | 10    | 0     | 0        | 0     | 0     | 8     | 1     | 1     | 19    | 2        | .171  | .259     | .289     | .548  |
| 通算：2年 | 通算：2年 | 41    | 103   | 94    | 10    | 18    | 6        | 0        | 2        | 30    | 12    | 0     | 0        | 0     | 0     | 8     | 1     | 1     | 23    | 3        | .191  | .262     | .319     | .581  |

- 2011年度シーズン終了時

### 背番号
- 31（2009年）
- 16（2011年 - ）